# Палос-Вердес-Эстейтс
Палос-Вердес-Эстейтс (англ. Palos Verdes Estates) — прибрежный город в округе Лос-Анджелес в штате Калифорния в Соединённых Штатах Америки.
Согласно данным переписи населения США 2020 года число жителей города 
составляло 13 347 человек, что чуть меньше (− 0.7%), чем было во время предыдущей переписи проводившейся в 2010 году (13 438 человек).

## История
Палос-Вердес-Эстейтс был спроектирован вдоль южнокалифорнийского побережья Тихого океана известным американским ландшафтным архитектором и планировщиком Фредериком Ло Олмстедом-младшим. 
В 1939 году Палос-Вердес-Эстейтс официально получил статус города. 
В городе были введены дополнительные законодательные акты для населения. Ограничения в актах запрещали неприятный бизнес, такой как загрязняющие промышленность, а также бары и кладбища. Ограничения в актах также включали расовые ограничения, что запрещало владельцу продавать или сдавать дом в аренду кому-либо, кто не был белым. Им также не разрешалось иметь афроамериканцев на своей территории, за исключением шофёров, садовников и прочей домашней прислуги. «Правило заката» строго действовало, и только в 1948 году такие ограничения были объявлены неконституционными. Тем не менее, потребовалось ещё около 20 лет, пока в 1968 году не был принят Закон о справедливом жилье, чтобы реальность защиты гражданских прав вступила в силу.
Является одним из самых богатых городов в Соединенных Штатах. Почтовый индекс 90274 охватывает и Роллинг-Хилс. Считается одним из самых эксклюзивных и дорогих районов в Соединённых Штатах. Город также известен своим высококлассным школьным округом, пешеходными тропами и элитной недвижимостью на берегу океана.
В 1995 году несколько архитектурных сооружений города были включены в Национальный реестр исторических мест США.

## География
Город расположен на берегу Тихого океана, на полуострове Палос-Вердес (откуда и название). Граничит с Торрансом на севере и востоке, Ранчо-Палос-Вердес на юге и Роллинг-Хилс-Эстейтс на юго-востоке.
Согласно данным Бюро переписи населения США, общая площадь Палос-Вердес-Эстейтс составляет 4,8 квадратных мили (12 км2), более 99% из которых занимает суша.